# Âge légal de départ à la retraite

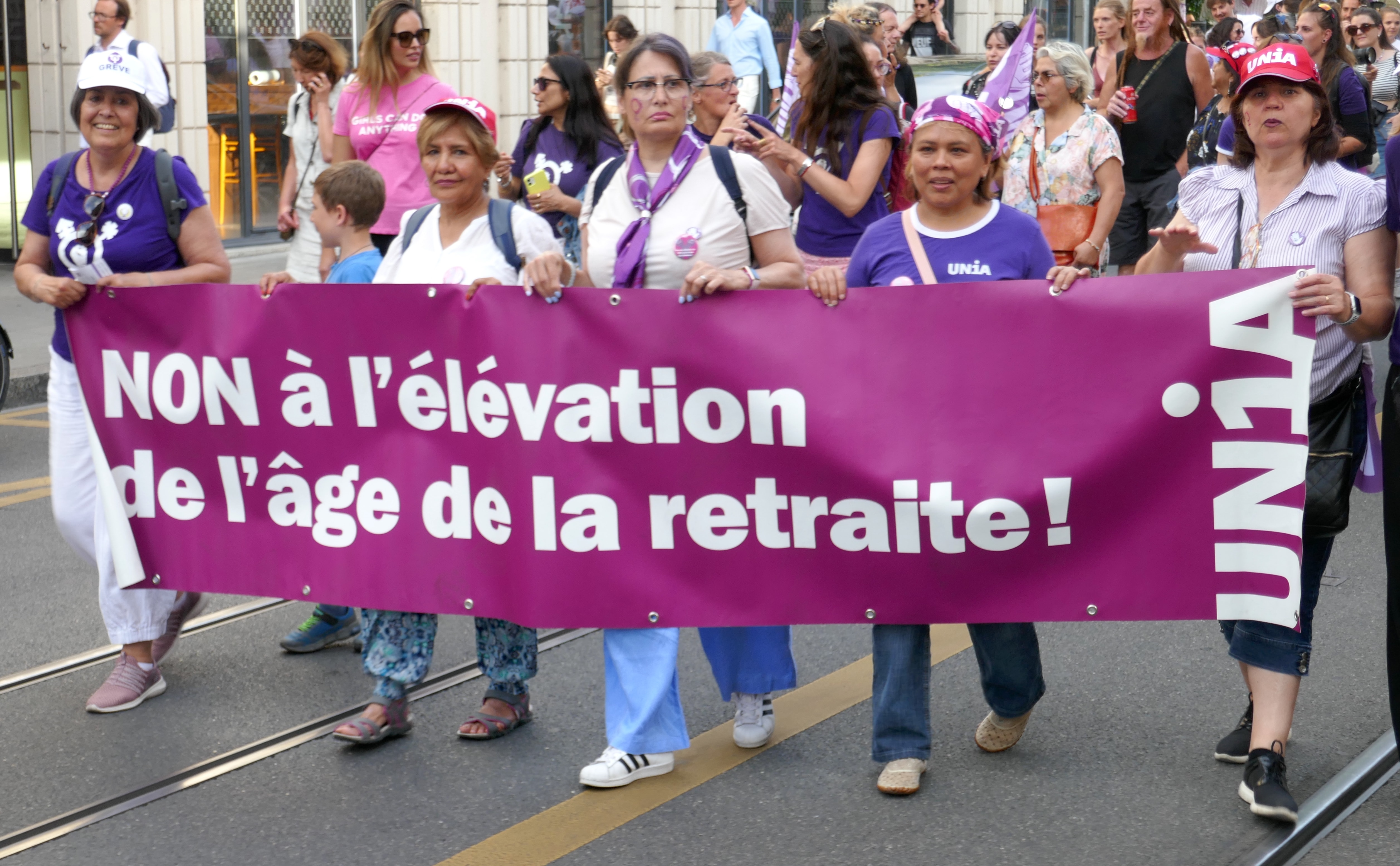
Bannière « Non à l'élévation de l'âge de la retraite », lors de la grève des femmes du 14 juin 2022 (Suisse).

L'âge légal de départ à la retraite est l'un des paramètres utilisés lors des réformes des systèmes de retraite en Europe et dans le monde entier, mais désigne des choses différentes d'un pays à l'autre : âge minimum, maximum, ou de la retraite à taux plein. Au centre des débats et contestations du mouvement social contre le projet de réforme des retraites en France de 2023, il doit selon les économistes être considéré en prenant aussi en compte la durée de cotisation permettant d'obtenir une retraite à taux plein, sans décote.

## Définitions
L'âge légal est un droit, pas un devoir : il ne veut pas dire que le salarié est obligé de partir à la retraite. Dans beaucoup de pays d'Europe, ce droit est assorti de nombreuses exemptions, donnant le droit de partir plus tôt que l'âge légal, sous certaines conditions. Dans de nombreux pays, il est synonyme de retraite à taux plein.
Dans certains pays, l'âge légal concerne le droit de continuer à travailler. C'est l'âge avant lequel un employeur n'a pas le droit de mettre à la retraite d'office.
Le droit de l'Union européenne définit un âge maximum de 65 ans pour les pilotes dans le transport aérien commercial de passagers, qui est justifié pour sa contribution[pas clair] à la sécurité de l’aviation civile en Europe, d'après la Cour de justice de l'Union européenne (CJUE).
Certains pays n'ont pas d'âge légal de départ à la retraite, cela ne veut pas dire que ces pays ne versent pas de pensions à leurs militaires et autres fonctionnaires, ni qu'il n'y a pas de solidarité envers les personnes âgées (allocation vieillesse). Par exemple en Thaïlande il est communément admis qu'il n'y a ni retraite, ni sécurité sociale, ni allocation chômage. Néanmoins tous les fonctionnaires doivent quitter leur poste à 60 ans (à l'exception des professeurs d'université) et touchent ensuite l'équivalent de 25 euros par mois. En Thaïlande également, toutes les personnes âgées de 65 ans et plus peuvent bénéficier d'une allocation dont le montant varie de l'équivalent de 15 à 25 euros par mois.

## Dans le monde
| Pays               | Hommes | Femmes          | Année | Références |
| ------------------ | ------ | --------------- | ----- | --- |
| Albanie            | 65     | 60              | 2012  | [ 2 ] |
| Algérie            | 60     | 55              | 2016  | [ 3 ] |
| Allemagne          | 65     | 65              | 2008  | , |
| Arabie saoudite    | 62     | 62              | 2014  | [ 7 ] |
| Argentine          | 65     | 60              | 2017  | [ 8 ] |
| Arménie            | 63     | 63              | 2011  | [ 2 ] |
| Australie          | 67     | 67              | 1991  | Période transitoire jusqu'au 1er janvier 2023 : 66 ans depuis 2019, 66,5 ans en 2021. |
| Autriche           | 65     | 60              | 2011  | , |
| Azerbaïdjan        | 63     | 58              | 2012  | , |
| Biélorussie        | 60     | 55              | 2007  | [ 5 ] |
| Belgique           | 65     | 65              | 2009  | 67 ans à partir de 2030 |
| Bolivie            | 58     | 58              | 2014  | régime dérogatoire du travail légal dès 10 ans + 48 annuités |
| Bosnie-Herzégovine | 65     | 65              | 2011  | [ 2 ] |
| Bulgarie           | 63     | 60              | 2011  | , |
| Brésil             | 65     | 62              | 2019  | Le taux plein (40 années de cotisation) est réduit de cinq années pour les femmes. De 2014 à 2019 il n'y avait pas d'âge minimum au Brésil, le taux plein étant de 35 années pour les hommes et de 30 pour les femmes, soit une retraite à taux plein respectivement à 52 et 47 ans au mieux pour un début de cotisation à 16 ans. |
| Canada             | 65     | 65              | 2016  | |
| Chili              | 65     | 60              | 1980  | [ 14 ] |
| Chine              | 60     | 50              | 1979  | 55 ans pour les femmes fonctionnaires |
| Chypre             | 65     | 65              | 2011  | , |
| Croatie            | 65     | 60              | 2011  | [ 2 ] |
| Colombie           | 62     | 57              | 2014  | [ 16 ] |
| Cuba               | 65     | 60              | 2018  | [ 17 ] |
| Danemark           | 65–67  | 65–67           | 2008  | , |
| Espagne            | 65     | 65              | 2011  | , |
| Estonie            | 63     | 61.5            | 2013  | , |
| États-Unis         | 62–67  | 62–67           | 2013  | [ 20 ] |
| Finlande           | 62–68  | 62–68           | 2008  | [ 4 ] |
| France             | 64     | 64              | 2023  | ,Pour les personnes nées à compter de 1968. |
| Géorgie            | 65     | 60              | 2011  | [ 2 ] |
| Grèce              | 67     | 60–67           | 2012  | [ 21 ] |
| Hongrie            | 62     | 62              | 2011  | , |
| Inde               | 60     | 60              | 2012  | [ 22 ] |
| Irlande            | 65-66  | 65-66           | 2008  | , |
| Islande            | 67     | 67              | 2007  | [ 5 ] |
| Israël             | 67     | 62              | 2011  | [ 24 ] |
| Italie             | 66     | 64              | 2014  | [ 25 ] |
| Japon              | 65     | 61 (65 en 2030) | 2019  | |
| Kazakhstan         | 63     | 58              | 2011  | [ 2 ] |
| Kirghizistan       | 63     | 58              | 2011  | [ 2 ] |
| Kosovo             | 65     | 65              | 2011  | [ 2 ] |
| Lettonie           | 62     | 62              | 2011  | [ 2 ] |
| Liechtenstein      | 64     | 64              | 2007  | [ 5 ] |
| Libye              | 70     | 70              | 2017  | [ 26 ] |
| Lituanie           | 62.5   | 60              | 2011  | [ 2 ] |
| Luxembourg         | 65     | 65              | 2011  | [ 2 ] |
| Macédoine du Nord  | 64     | 62              | 2011  | [ 2 ] |
| Malte              | 61     | 60              | 2008  | , |
| Maroc              | 63     | 63              | 2016  | [ 28 ] |
| Moldavie           | 65     | 60              | 2011  | [ 2 ] |
| Monténégro         | 65     | 60              | 2013  | [ 2 ] |
| Népal              | 58     | 58              | 2007  | |
| Norvège            | 67     | 67              | 2011  | [ 29 ] |
| Nouvelle-Zélande   | 65     | 65              | 2013  | [ 30 ] |
| Ouzbékistan        | 60     | 55              | 2011  | [ 2 ] |
| Pakistan           | 60     | 60              | 2007  | [ 31 ] |
| Pays-Bas           | 67     | 67              | 2019  | 66,4 ans pour une période transitoire s'achevant en 2024. À partir de 2026 l'âge légal de 67 ans augmentera car il sera indexé sur l’espérance de vie au taux de 8/12èmes (66,6%), par exemple si l'espérance de vie augmente de 3 mois l'âge légal augmente de 2 mois ; si l'espérance de vie est de 82,5 ans en 2024 et a augmenté à 82,75 ans en 2025, l'âge légal de départ à la retraite augmente à 67,17 ans en 2026. Ainsi de suite les années suivantes. |
| Pologne            | 65     | 60              | 2013  | , |
| Portugal           | 66     | 66              | 2014  | [ 33 ] |
| Roumanie           | 64     | 59              | 2013  | , |
| Royaume-Uni        | 65     | 60              | 2011  | , |
| Russie             | 60,5   | 55,5            | 2019  | [ 37 ] |
| Serbie             | 65     | 60              | 2011  | [ 2 ] |
| Singapour          | 65     | 65              | 2012  | , |
| Slovaquie          | 62     | 62              | 2012  | , |
| Slovénie           | 63     | 61              | 2008  | [ 4 ] |
| Suède              | 61–67  | 61–67           | 2011  | , |
| Suisse             | 65     | 65              | 2024  | Harmonisation de l'âge de départ à la retraite à 65 ans (64 ans auparavant pour les femmes) avec la réforme "AVS 21" votée le 25 septembre 2022 et effective le 1er janvier 2024. |
| Tadjikistan        | 63     | 58              | 2011  | [ 2 ] |
| Tchéquie           | 63     | 59–63           | 2013  | , |
| Tunisie            | 62–65  | 62–65           | 2019  | [ 2 ] |
| Turkmenistan       | 62     | 57              | 2011  | [ 2 ] |
| Ukraine            | 60     | 55              | 2011  | , |
| Vietnam            | 60     | 55              | 2011  | [réf. nécessaire] |

## États-Unis
Aux États-Unis, la retraite se constitue par capitalisation, au moyen de plans d'épargne retraite individuels régis par la section 401(k) de l'Internal Revenue Code, et de fonds de pension. Les travailleurs s'assurent ainsi sur une base privée.

## France
En France, l'âge maximum de travail a été créé en 2009 et fixé à 70 ans. Jusqu'à cet âge, l'entreprise qui souhaite un départ n'a d'autre choix que de licencier son salarié ou de négocier avec lui. La France est l'un des rares pays à avoir trois âges légaux : le minimum (64 ans), le maximum (70 ans), et celui de la retraite à taux plein (variable, maximum 67 ans).
Le droit de partir à la retraite à 60 ans, porté à 62 ans dans le cadre de la réforme des retraites de 2010, n'ouvre pas celui d'une retraite à taux plein. Mais une personne qui a assez cotisé pour en bénéficier, soit 41 ans et demi, ne peut pas partir avant 60 ans (62 ans après la réforme), sauf quelques exceptions.
Le « dispositif pour carrière longue », instauré par la loi du 21 août 2003, permet de partir avant 60 ans pour les assurés ayant cotisé deux ans de plus que nécessaire pour une retraite à taux plein. Un salarié ayant commencé à travailler à 15 ans et demi en 1970, et qui aura cotisé 43 ans et demi en 2013 pouvait ainsi partir à l'âge de 59 ans.
Depuis la circulaire du 23 janvier 2008, certaines modalités du « dispositif pour carrière longue » ont cependant été modifiées par décret 3 juillet 2012. Cette réforme des retraites 2012, permet notamment aux assurés de partir à 60 ans sans justifier d’une durée d’assurance de deux années supplémentaires, comme le prévoyaient les anciennes dispositions « carrières longues ».
La réforme des retraites de 2010 repousse cet âge légal pour le porter de 60 à 62 ans. « C'est le cœur de notre réforme », a expliqué le 16 juin 2010 Éric Woerth, le ministre du travail. Le rythme du passage à cet âge légal de départ se fait à un rythme plus rapide qu'initialement envisagé par le gouvernement : quatre mois de plus par an à partir du 1er juillet 2011, et non pas trois comme envisagé. En pratique, les personnes nées en 1950 seront les dernières à pouvoir partir à la retraite à 60 ans. Cette réforme a suscité huit journées de grève en 2010.
Les dispositions des articles 22, 28, 31, 33 et 35 de la loi no 2010-1330 du 9 novembre 2010 portant réforme des retraites et de l'article L. 161-17-2 du Code de la sécurité sociale ont également été modifiées par l'article 88 de la loi no 2011-1906 du 21 décembre 2011 de financement de la sécurité sociale pour 2012, publiée le 22 décembre 2011, afin d'appliquer les modalités de la réforme aux personnes nées un an plus tôt.
Le Tableau de l'âge légal de départ à la retraite, selon sa date de naissance a été publié au journal officiel le 22 décembre 2012.
L'âge de départ à taux plein, prévu aux articles L. 351-1 et L. 351-8 du Code de la sécurité sociale dépend du nombre de trimestres retraite cotisés, fixé selon la date de naissance de l'assuré et codifié à l'article L. 161-17-3 du Code de la sécurité sociale par l'article 2 de la loi no 2014-40 du 20 janvier 2014 garantissant l'avenir et la justice du système de retraites.
Il existe un âge de taux plein automatique, quel que soit le nombre de trimestres retraite. L'âge du taux plein automatique était de 65 ans et a été porté à 67 ans, avec une transition progressive, dans le cadre de la réforme des retraites 2010 ; de même que la limite d'âge légale des fonctionnaires par l'article 28 de la loi no 2010-1330 du 9 novembre 2010. Le Tableau de présentation de l'âge du taux plein automatique, selon son année de naissance a été publié au journal officiel le 22 décembre 2012.
Certaines professions de la fonction publique bénéficient d'un droit de partir plus tôt que l'âge légal général, en raison de la pénibilité et des difficultés à exercer ces professions, dites « catégories d'active ». Cet âge à la retraite est de 57 ans (59 ans après la réforme). À l'inverse, certaines professions de la fonction publique bénéficient d'un droit à partir plus tard par exemple les ingénieurs militaires. Leur âge de retraite est de 64 ans (66 ans après la réforme).

## Japon
Au Japon, l'âge légal de départ à la retraite était jusqu'au 31 mars 2013 de 60 ans. Il va passer progressivement à 65 ans en 2025 pour les hommes (61 ans en 2013, 62 en 2016, 63 en 2019, et 64 en 2022), et en 2030 pour les femmes (61 ans en 2018, 62 en 2021, 63 en 2024, et 64 en 2027).

## Chine
En Chine, l'âge de départ à la retraite est de 60 ans pour les hommes, de 55 ans pour les femmes occupant un poste officiel, et de 50 ans pour les autres femmes. En 2011, le gouvernement chinois disait réfléchir à un recul de l'âge de départ pour les femmes. En 2015, le gouvernement étudie un plan détaillé de report de l'âge de départ, qui doit être présenté en 2017. En 2020, l'agence de presse Xinhua annonce que l'âge de départ à la retraite doit être reporté progressivement d'ici 2035.